# Мануел Гонсалвіш Сережейра
Мануел Гонсалвіш Сережейра (порт. Manuel Gonçalves Cerejeira; 29 листопада 1888, Лозада, Португалія — 2 серпня 1977, Лісабон, Португалія) — португальський кардинал. Титулярний архиєпископ Мітілене і суфраган Лісабона з 23 березня 1928 по 18 листопада 1929. Чотирнадцятий Патріарх Лісабона з 18 листопада 1929 по 10 травня 1971. Голова Португальської єпископської конференції з 1967 по 1972. Кардинал-священик з 16 грудня 1929 року, з титулом церкви Ss. Marcellino e Pietro з 19 грудня 1929. Кардинал-протопресвітер з 6 серпня 1961 по 2 серпня 1977.
1 січня 1971 року втратив право брати участь у конклаві, досягнувши 80 років.